# Catiri
Catiri is een wijk van Tanki Leendert in Aruba.